# 中ふ頭駅
中ふ頭駅 （なかふとうえき）は、大阪府大阪市住之江区南港中五丁目にある大阪市高速電気軌道 (Osaka Metro) 南港ポートタウン線（ニュートラム）の駅。駅番号はP11。
車両基地があるため、当駅発着列車が設定されている。

## 歴史
- 1981年（昭和56年）3月16日：大阪市交通局南港ポートタウン線の住之江公園駅 - 当駅間の開通と同時に開業[1]。当初は終着駅であった[1]。
- 1997年（平成9年）12月18日：OTSニュートラムテクノポート線のコスモスクエア駅 - 当駅間が開業。相互直通運転の境界駅となる。
- 2005年（平成17年）7月1日：大阪港トランスポートシステム (OTS) の鉄道事業（線路のみOTSが管理）が大阪市交通局に譲渡されたことで大阪市交通局の駅に一本化。これにより、南港ポートタウン線の途中駅となる。
- 2018年（平成30年）4月1日：大阪市交通局の民営化により、大阪市高速電気軌道 (Osaka Metro) の駅となる。
- 2019年（令和元年）6月27日 - 6月29日：第14回20か国・地域首脳会合（G20大阪サミット）開催に伴う周辺のテロ対策のため、3日間営業を終日停止（実際には運転停止）し、全列車が臨時通過扱いとなる[2]。

## 駅構造
島式ホーム1面2線の高架駅。2階に改札・コンコース、3階にホームがある。改札口はコスモスクエア寄りの1ヵ所のみ。住之江公園側に上下線の連絡線と入出庫線、コスモスクエア側に入庫線がある。また、この入庫線の横にあったかつての出庫線は案内軌条が外されたが、ほぼそのまま残されている。
当駅は、南港運輸事務所に所属し、コスモスクエア駅の被管理駅である。

### のりば
| 番線 | 路線                                | 行先               |
| ---- | ----------------------------------- | ------------------ |
| 1    | 南港ポートタウン線 （ニュートラム） | 住之江公園方面     |
| 2    | 南港ポートタウン線 （ニュートラム） | コスモスクエア方面 |

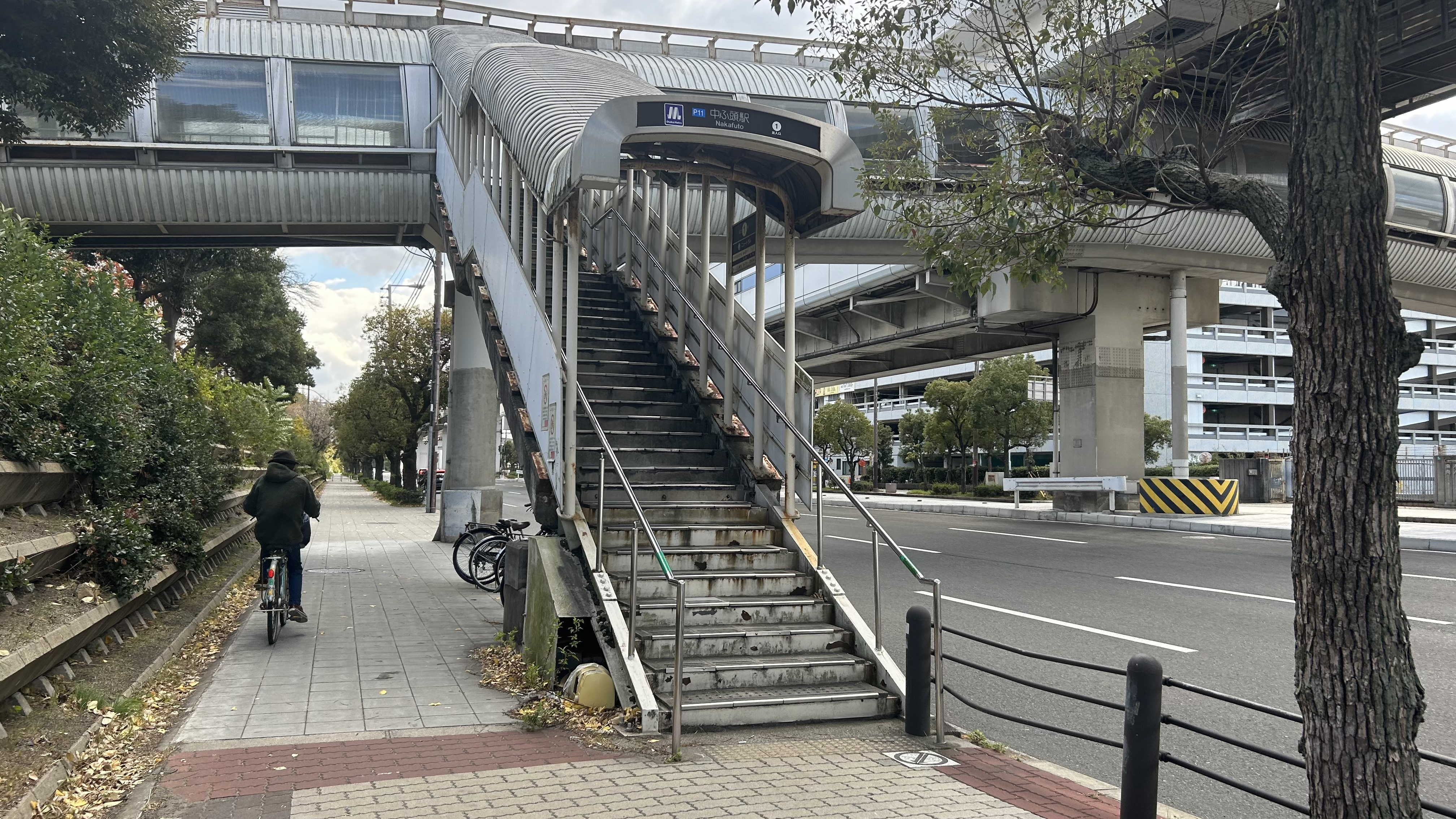
1号出口（2024年12月）
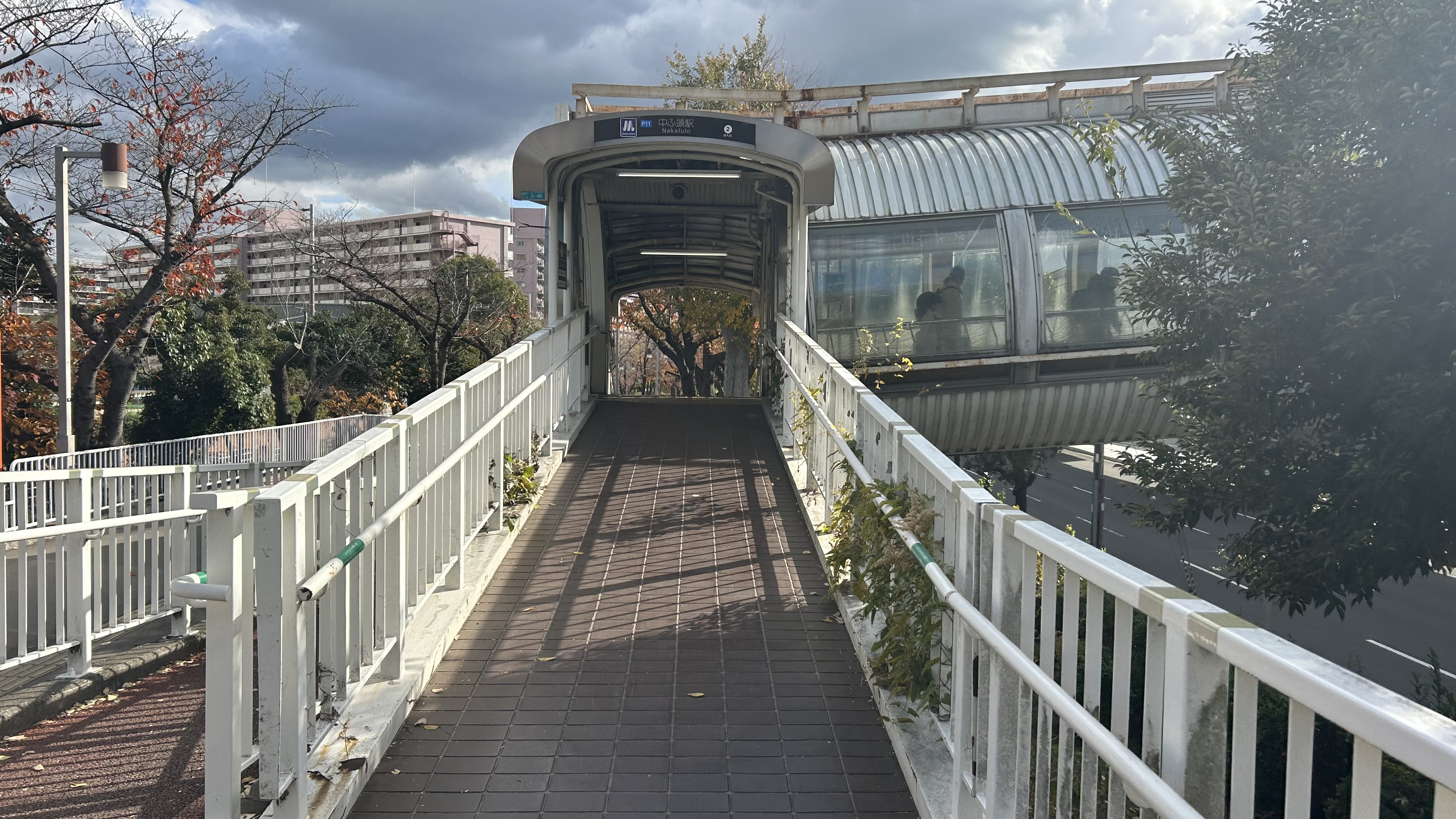
2号出口（2024年12月）
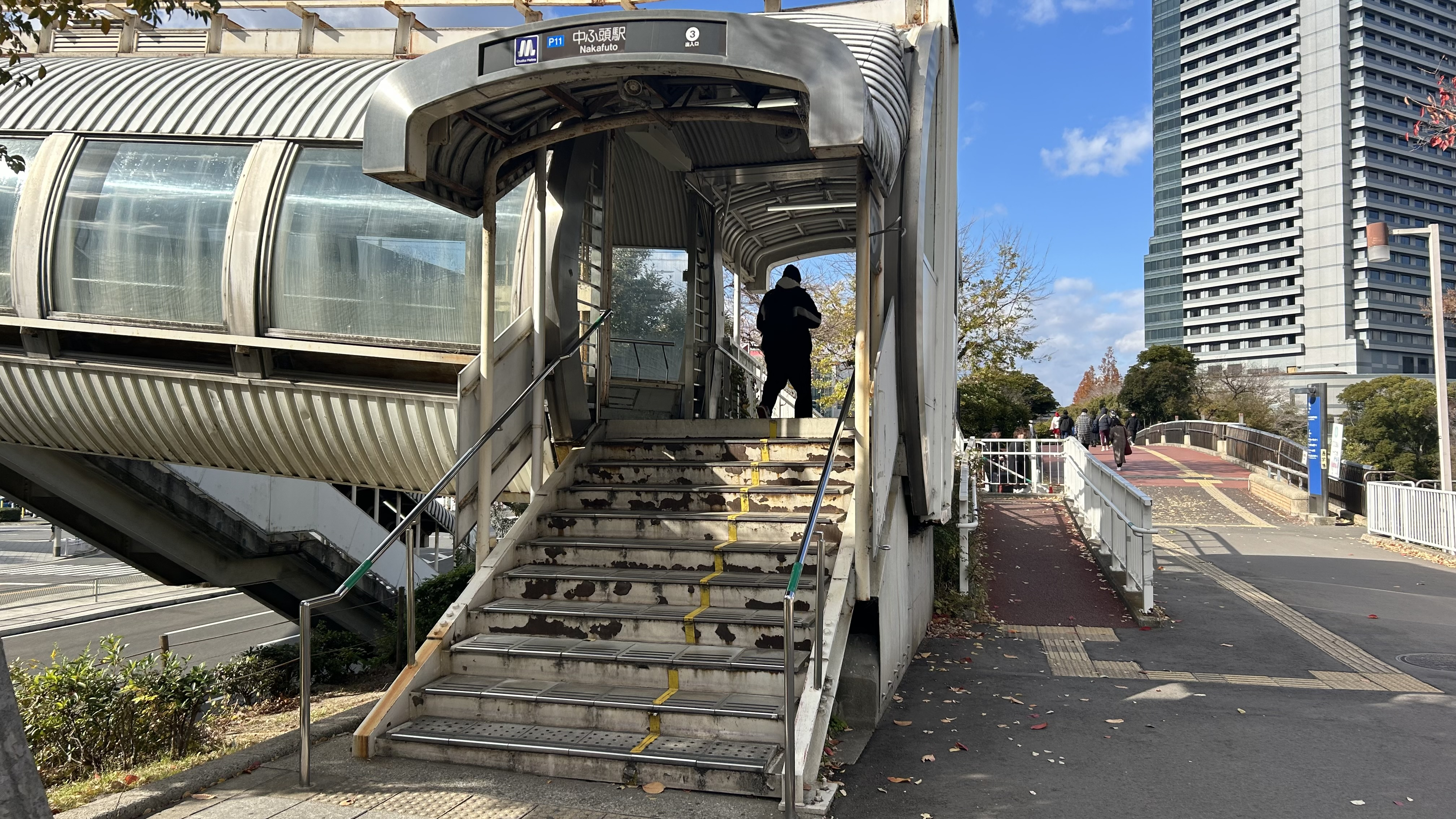
3号出口（2024年12月）
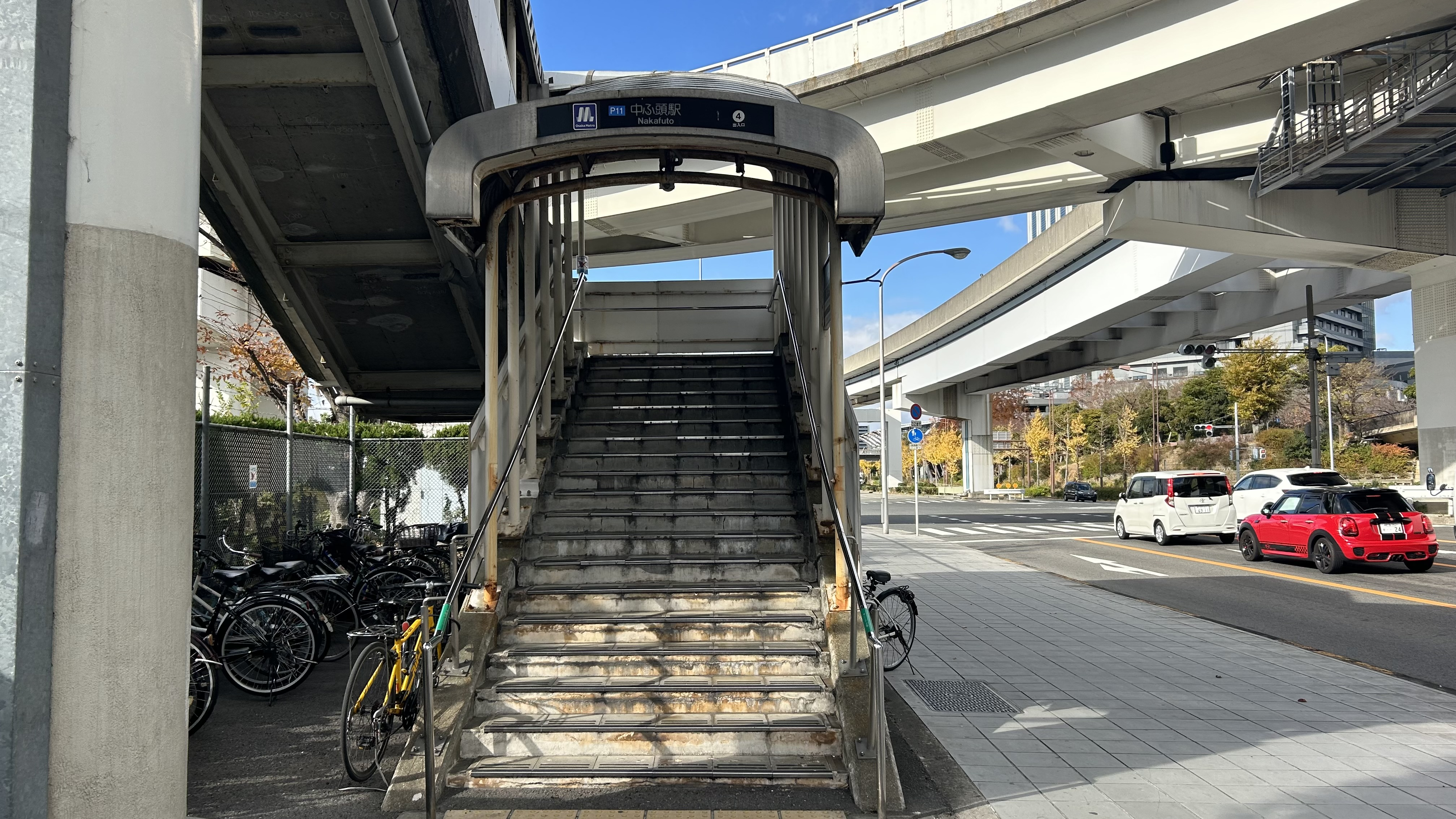
4号出口（2024年12月）
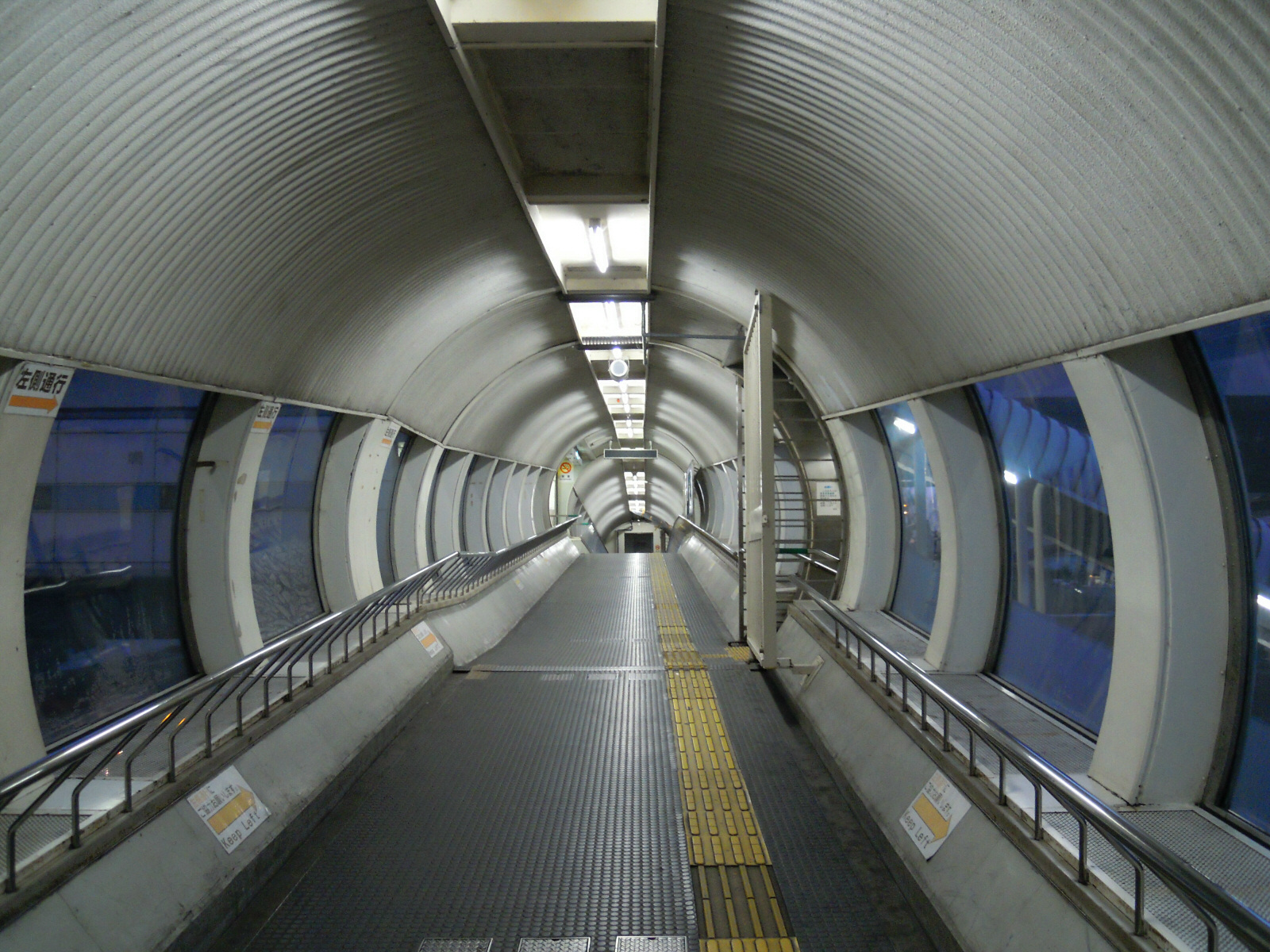
駅への通路（2010年3月。内側から）
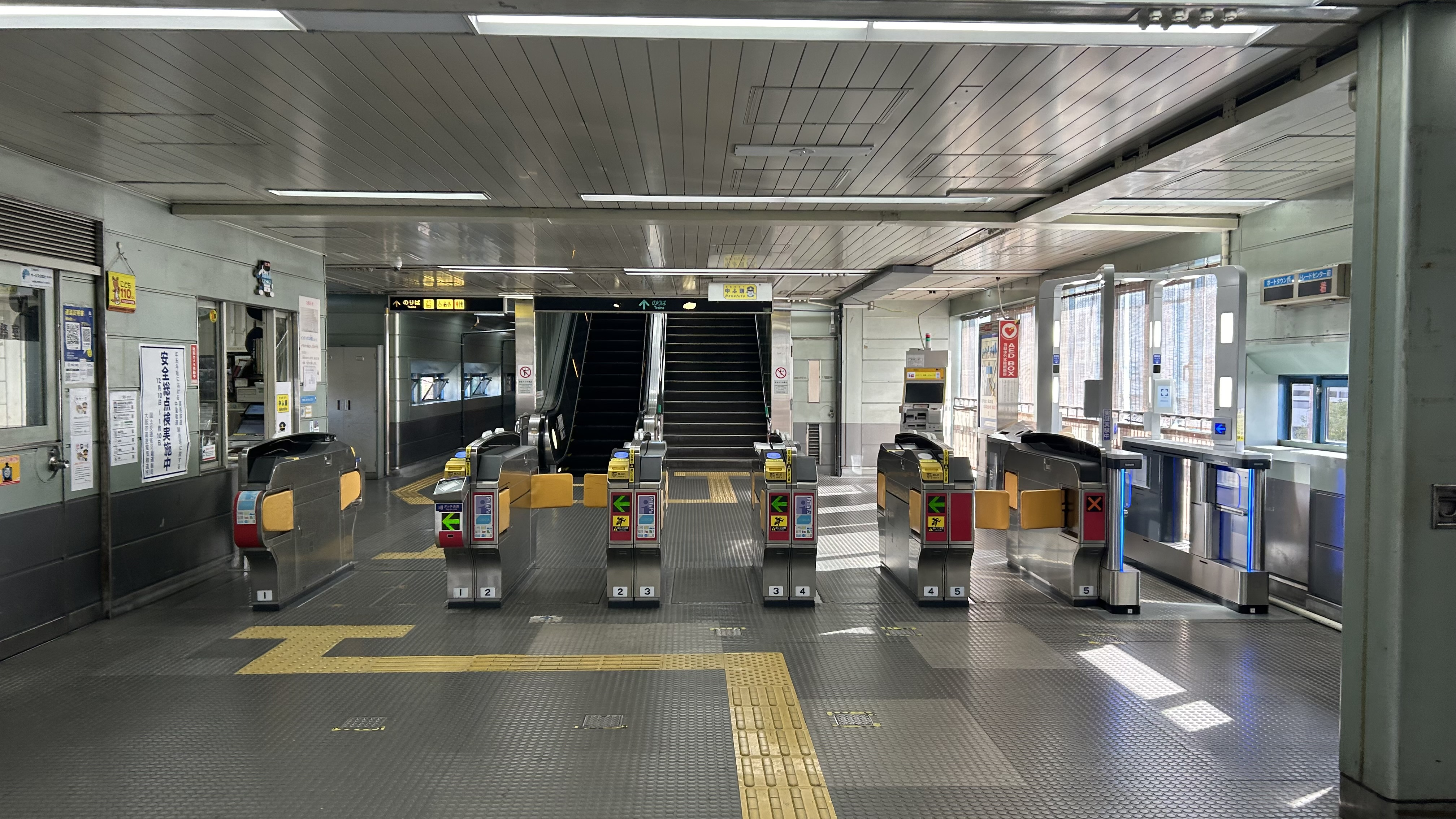
改札（2024年12月）
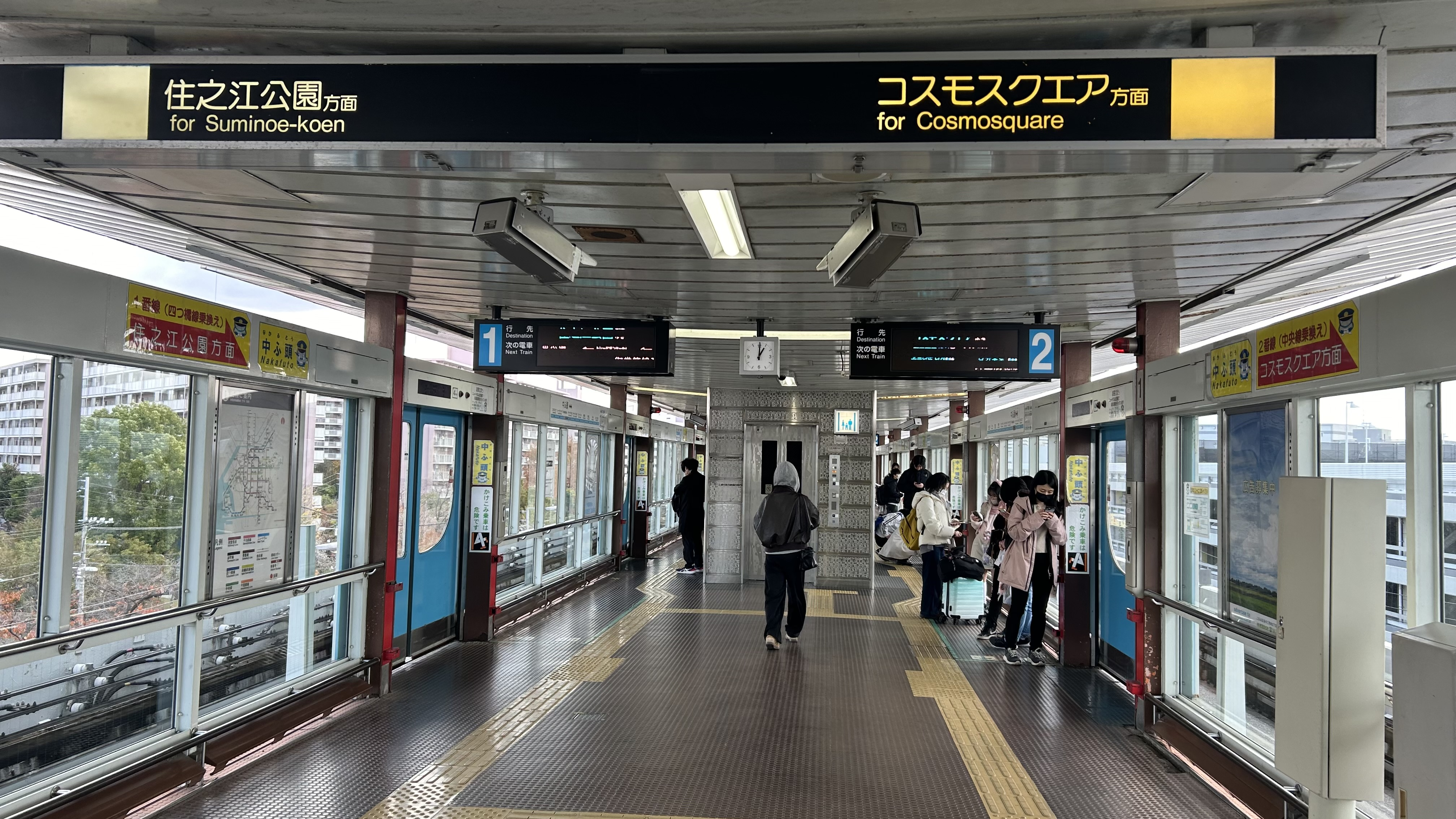
プラットホーム（2024年12月）

### 出口
| 出口番号 | 出口周辺                                                     | 備考 |
| -------- | ------------------------------------------------------------ | ---- |
| 1        | シティバスのりば                                             |      |
| 2        | インテックス大阪・南港北1丁目 グランドプリンスホテル大阪ベイ |      |
| 3        | 花のまち                                                     |      |
| 4        |                                                              |      |

## 利用状況
2024年11月12日の1日乗降人員は5,497人（乗車人員：2,688人、降車人員：2,809人）であり、ニュートラムの駅では10駅中6位（他線と接続しない駅では4位）。特定日の乗降人員が調査年度によって大きく変動しやすい。
各年度の特定日利用状況は下表の通り。なお1995年度の記録については、1996年に行われた調査であるが会計年度上表中に記載の年度となる。
| 年度               | 調査日   | 乗車人員 | 降車人員 | 乗降人員 | 出典          | 出典          |
| 年度               | 調査日   | 乗車人員 | 降車人員 | 乗降人員 | メトロ        | 大阪府        |
| ------------------ | -------- | -------- | -------- | -------- | ------------- | ------------- |
| 1981年（昭和56年） | 11月10日 | 944      | 945      | 1,889    |               | [ 大阪府 1 ]  |
| 1985年（昭和60年） | 11月12日 | 10,497   | 10,641   | 21,138   |               | [ 大阪府 2 ]  |
| 1987年（昭和62年） | 11月10日 | 3,083    | 3,161    | 6,244    |               | [ 大阪府 3 ]  |
| 1990年（平成02年） | 11月06日 | 2,105    | 2,219    | 4,324    |               | [ 大阪府 4 ]  |
| 1995年（平成07年） | 02月15日 | 4,623    | 4,811    | 9,434    |               | [ 大阪府 5 ]  |
| 1998年（平成10年） | 11月10日 | 3,518    | 3,434    | 6,952    |               | [ 大阪府 6 ]  |
| 2007年（平成19年） | 11月13日 | 5,278    | 5,493    | 10,771   |               | [ 大阪府 7 ]  |
| 2008年（平成20年） | 11月11日 | 3,028    | 2,969    | 5,997    |               | [ 大阪府 8 ]  |
| 2009年（平成21年） | 11月10日 | 2,644    | 2,696    | 5,340    |               | [ 大阪府 9 ]  |
| 2010年（平成22年） | 11月09日 | 2,668    | 2,684    | 5,352    |               | [ 大阪府 10 ] |
| 2011年（平成23年） | 11月08日 | 2,656    | 2,716    | 5,372    |               | [ 大阪府 11 ] |
| 2012年（平成24年） | 11月13日 | 2,708    | 2,834    | 5,542    |               | [ 大阪府 12 ] |
| 2013年（平成25年） | 11月19日 | 2,689    | 2,698    | 5,387    | [ メトロ 1 ]  | [ 大阪府 13 ] |
| 2014年（平成26年） | 11月11日 | 2,779    | 2,814    | 5,593    | [ メトロ 2 ]  | [ 大阪府 14 ] |
| 2015年（平成27年） | 11月17日 | 2,741    | 2,802    | 5,543    | [ メトロ 3 ]  | [ 大阪府 15 ] |
| 2016年（平成28年） | 11月08日 | 2,521    | 2,579    | 5,100    | [ メトロ 4 ]  | [ 大阪府 16 ] |
| 2017年（平成29年） | 11月14日 | 3,362    | 3,596    | 6,958    | [ メトロ 5 ]  | [ 大阪府 17 ] |
| 2018年（平成30年） | 11月13日 | 2,733    | 2,707    | 5,440    | [ メトロ 6 ]  | [ 大阪府 18 ] |
| 2019年（令和元年） | 11月12日 | 3,182    | 3,227    | 6,409    | [ メトロ 7 ]  | [ 大阪府 19 ] |
| 2020年（令和02年） | 11月10日 | 2,397    | 2,413    | 4,810    | [ メトロ 8 ]  | [ 大阪府 20 ] |
| 2021年（令和03年） | 11月16日 | 2,804    | 2,836    | 5,640    | [ メトロ 9 ]  | [ 大阪府 21 ] |
| 2022年（令和04年） | 11月15日 | 2,902    | 2,961    | 5,863    | [ メトロ 10 ] | [ 大阪府 22 ] |
| 2023年（令和05年） | 11月07日 | 1,933    | 2,058    | 3,991    | [ メトロ 11 ] | [ 大阪府 23 ] |
| 2024年（令和06年） | 11月12日 | 2,688    | 2,809    | 5,497    | [ メトロ 12 ] |               |

## 駅周辺

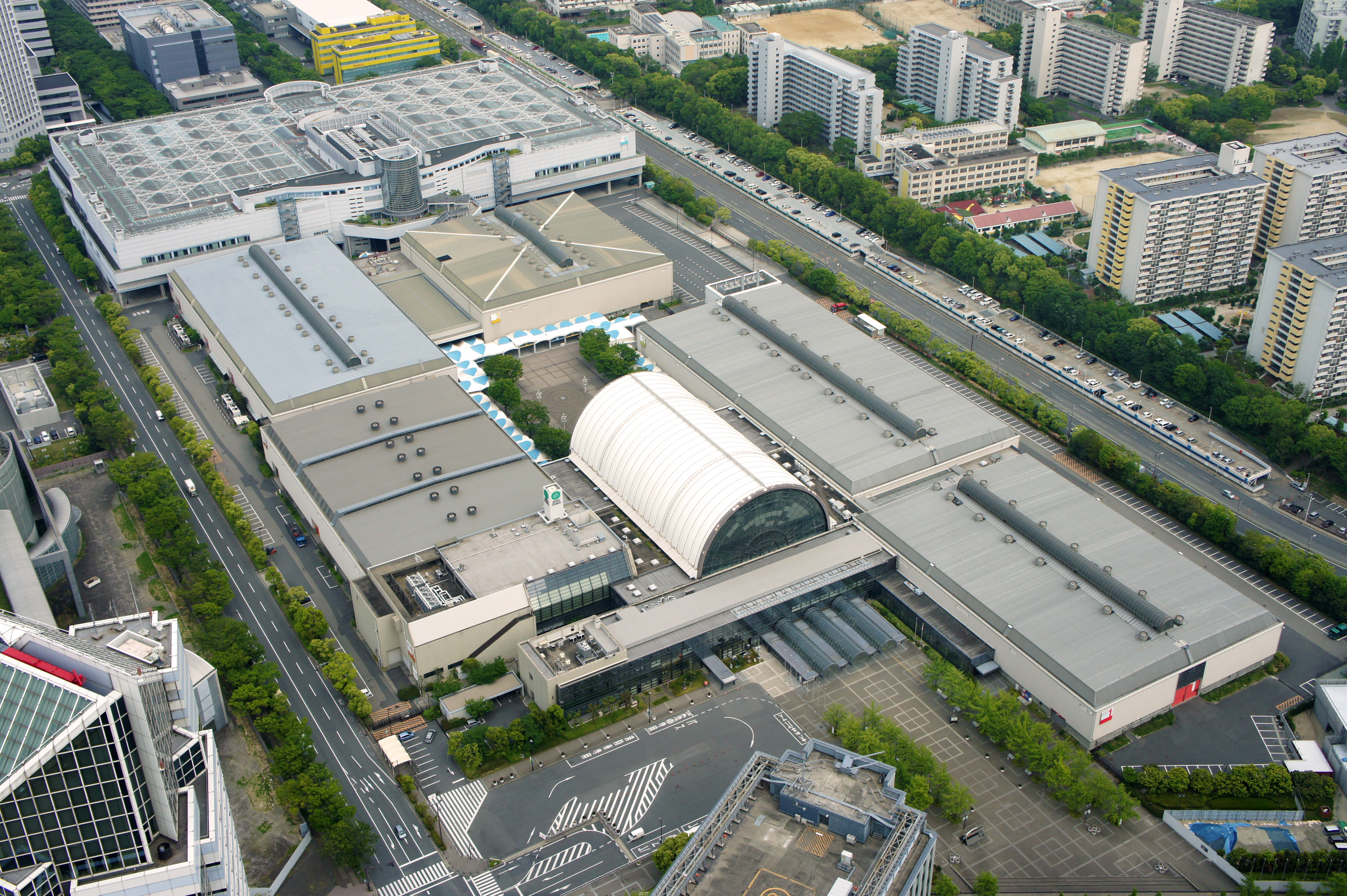
大阪国際見本市会場（愛称・インテックス大阪）

駅西側は倉庫街となっており、その一角に南港ポートタウン線（ニュートラム）の検車場がある。会議場（コンベンション・センター）や住宅地（ニュータウン）は駅東側にあり、住宅地には「南港ポートタウン」という愛称がある。
- 大阪国際見本市会場（愛称・インテックス大阪）
- グランドプリンスホテル大阪ベイ
- ホテルコスモスクエア国際交流センター
- アジア太平洋トレードセンター
  - オズ南棟 - ATCホール（ATCミュージアム）、ウミエール広場
- 南港ポートタウン - ニュータウン
- 大阪市高速電気軌道 南港検車場
- 桜島神社

## 隣の駅
大阪市高速電気軌道 (Osaka Metro)
 南港ポートタウン線（ニュートラム）
トレードセンター前駅 (P10) - 中ふ頭駅 (P11) - ポートタウン西駅 (P12)
- ( ) 内は駅番号を示す。

### 記事本文

### 利用状況
1. ↑  路線別駅別乗降人員 - 大阪市高速電気軌道
2. ↑  大阪府統計年鑑 - 大阪府
3. ↑  大阪市統計書 - 大阪市

#### 大阪市高速電気軌道
1. ↑  路線別乗降人員 （2013年11月19日（火）交通調査） (PDF)
2. ↑  路線別乗降人員 （2014年11月11日（火）交通調査） (PDF)
3. ↑  路線別乗降人員 （2015年11月17日（火）交通調査） (PDF)
4. ↑  路線別乗降人員 （2016年11月8日（火）交通調査） (PDF)
5. ↑  路線別乗降人員 （2017年11月14日（火）交通調査） (PDF)
6. ↑  路線別乗降人員 （2018年11月13日（火）交通調査） (PDF)
7. ↑  路線別乗降人員 （2019年11月12日（火）交通調査） (PDF)
8. ↑  路線別乗降人員 （2020年11月10日（火）交通調査） (PDF)
9. ↑  路線別乗降人員 （2021年11月16日（火）交通調査） (PDF)
10. ↑  路線別乗降人員 （2022年11月15日（火）交通調査） (PDF)
11. ↑  路線別乗降人員 （2023年11月7日（火）交通調査） (PDF)
12. ↑  路線別乗降人員 （2024年11月12日（火）交通調査） (PDF)

#### 大阪府統計年鑑
1. ↑  大阪府統計年鑑（昭和57年） (PDF)
2. ↑  大阪府統計年鑑（昭和61年） (PDF)
3. ↑  大阪府統計年鑑（昭和63年） (PDF)
4. ↑  大阪府統計年鑑（平成3年） (PDF)
5. ↑  大阪府統計年鑑（平成8年） (PDF)
6. ↑  大阪府統計年鑑（平成11年） (PDF)
7. ↑  大阪府統計年鑑（平成20年） (PDF)
8. ↑  大阪府統計年鑑（平成21年） (PDF)
9. ↑  大阪府統計年鑑（平成22年） (PDF)
10. ↑  大阪府統計年鑑（平成23年） (PDF)
11. ↑  大阪府統計年鑑（平成24年） (PDF)
12. ↑  大阪府統計年鑑（平成25年） (PDF)
13. ↑  大阪府統計年鑑（平成26年） (PDF)
14. ↑  大阪府統計年鑑（平成27年） (PDF)
15. ↑  大阪府統計年鑑（平成28年） (PDF)
16. ↑  大阪府統計年鑑（平成29年） (PDF)
17. ↑  大阪府統計年鑑（平成30年） (PDF)
18. ↑  大阪府統計年鑑（令和元年） (PDF)
19. ↑  大阪府統計年鑑（令和2年） (PDF)
20. ↑  大阪府統計年鑑（令和3年） (PDF)
21. ↑  大阪府統計年鑑（令和4年） (PDF)
22. ↑  大阪府統計年鑑（令和5年） (PDF)
23. ↑  大阪府統計年鑑（令和6年） (PDF)